# Serradet de les Comes
El Serradet de les Comes és una muntanya de 1.377 metres que es troba al municipi del Pont de Suert, a la comarca catalana de l'Alta Ribagorça.